# Čert a Káča
Čert a Káča oftewel De duivel en Kaatje is een opera in drie bedrijven van de Tsjechische componist Antonín Dvořák op een libretto van Adolf Wenig. Het is gebaseerd op een klucht van Josef Kajetán Tyl, en het verhaal komt ook voor in de sprookjes van Božena Němcová. De eerste opvoering vond plaats op 23 november 1899 in het Nationaal Theater in Praag.

## Verhaal

### Eerste bedrijf
Op een zomeravond vraagt Jirka, lichtelijk beschonken, om van het dansen buiten de dorpsherberg geëxcuseerd te worden, omdat hij anders in moeilijkheden komt bij zijn werkgever, de stadhouder van de prinses. Dan verschijnt Kaatje met haar moeder, en Jirka vertrekt met enige van de muzikanten. Kaatje wil dansen, maar haar moeder wil niet dat haar dochter zichzelf voor gek zet. Woedend zegt Kaatje dat ze indien nodig met de duivel zelf zal dansen. Plotseling verschijnt er een mysterieuze jager die vragen stelt over de stadhouder en de prinses. Hij gaat bij Kaatje zitten en vraagt of ze met hem wil dansen. Ze accepteert de uitnodiging en zakt uiteindelijk uitgeput ineen. Jirka komt terug, boos op de stadhouder, die hem uitgescholden, geslagen en ontslagen heeft omdat hij de muzikanten meegebracht had. Hij had er nog aan toegevoegd dat hij naar de hel kon lopen. Intussen heeft de vreemde jager gevraagd of ze meeging naar zijn schitterende woning. Hij stampt op de grond en met een heleboel donder, bliksem en rook zakken de twee in de grond. Het is duidelijk dat ze naar de hel zijn gegaan. Jirka, die niets te verliezen heeft, troost haar moeder door te zeggen dat hij Kaatje zal gaan redden. Hij springt in het gat in de grond.

### Tweede bedrijf
In de hel spelen een aantal duivels om geld. De wacht kondigt Lucifer aan die vraagt of Marbuel al terug is van de aarde. Als hij te horen krijgt dat dat niet het geval is zegt hij geïnformeerd te willen worden wanneer dat wel het geval is, en verdwijnt weer. De wachter verklaart aan de duivels dat Marbuel is gaan kijken of de stadhouder en de prinses al rijp zijn voor de hel. Marbuel, de mysterieuze jager, arriveert uitgeput met Kaatje, die de duivel per ongeluk voor de prinses hield. Zij maakt een hoop stennis, maar Marbuel legt uit dat ze een kruis draagt, wat haar tegen hem beschermt zo dat hij niet van haar los kan komen. Lucifer verschijnt weer om uit te zoeken wat al die herrie betekent. Dan komt Jirka binnen die zegt dat hij voor Kaatje komt. Hij fluistert tegen de duivel dat ze misschien wel afgekocht kan worden, en ze wordt verleid door een paar ouden kettingen die tevoorschijn worden gehaald. Ondertussen ondervraagt Lucifer Marbuel over zijn reisje, die zegt dat de prinses wel naar de hel kan, maar dat de stadhouder wel bedreigd kan worden, maar nog even boven moet blijven. Marbuel belooft Jirka wat van het goud van de prinses, dat hij van de stadhouder krijgt als beloning voor het afweren van de dreigende Marbuel, mits hij Kaatje weer mee naar de aarde neemt. Jirka is ingenomen met het plan, en hij neemt Kaatje mee door met haar de hel uit te dansen. Als ze weg zijn gooit de wachter de deur dicht, tot grote opluchting van allen, vooral van Marbuel, die opmerkt dat muziek doet wat de inwoners van de hel niet konden.

### Derde bedrijf
Marbuels plan is gelukt en Jirka heeft de stadhouder gered. De prinses heeft haar misdaden opgebiecht, maar ze is bang dat niets haar kan redden, aangezien de stadhouder slechts haar bevelen uitvoerde, en dat zij door de duivels naar de hel gedragen moet worden. Desalniettemin heeft ze Jirka ontboden in de hoop dat hij hen af kan weren. Jirka vertelt dat ze al te veel misdaden heeft begaan en dat hij niet kan helpen. De prinses belooft beterschap, maar Jirka zegt tegen haar dat ze, tenzij ze de lijfeigenen vrijlaat, ze naar de hel zal gaan en zelfs hij niet in staat zal zijn om haar te redden. Ze gaat akkoord en Jirka vertelt haar het plan dat haar kan redden; ze gaat weg om de nodige voorbereidingen te treffen.
Jirka roept Kaatje erbij, en zegt dat als Marbuel komt om de prinses te halen zij wraak kan nemen. Kaatje gaat enthousiast akkoord, en verbergt zich in het aangrenzende vertrek. De prinses komt terug en gaat op instructie van Jirka in haar stoel zitten met de hovelingen om haar heen, terwijl Jirka zich bij Kaatje voegt. De maan verlicht de kamer en kleurt rood wanneer Marbuel verschijnt, die tegen de prinses zegt dat haar tijd op aarde erop zit. Tot Marbuels ergernis onderbreekt Jirka hem, maar zijn irritatie verandert in verschrikking als Jirka hem vertelt dat Kaatje hem komt halen. De deur vliegt open en Kaatje staat in de verlichte doorgang. Marbuel geeft een gil en verdwijnt door het raam om nooit meer terug te komen. De dankbare prinses wijst Jirka aan als haar nieuwe premier, en gaat ermee akkoord dat Kaatje het mooiste huis van de stad krijgt en genoeg geld. Kaatje wil ook graag trouwen, maar ze zegt dat ze met haar nieuwe status daar wel geen problemen mee zal ondervinden. De boeren komen binnen en bedanken de prinses voor hun bevrijding. Jirka belooft hun, al is hij nu premier, dat hij altijd aan hun kant zal blijven staan.
- Bibliothèque nationale de France: cb13933686p (data)
- Gemeinsame Normdatei: 300403895
- Library of Congress Control Number: n84088618
- MusicBrainz work: c1a0f14a-c59e-4748-a71b-7783403a39eb
- Nationale bibliotheek van Australië: 35366927
- Virtual International Authority File: 178230773